# Breitfuß-Federschwanz-Gleitbeutler
Der Breitfuß-Federschwanz-Gleitbeutler (Acrobates frontalis) ist eine Beutelsäugerart aus der Familie der Zwerggleitbeutler (Acrobatidae), die im Osten Australiens von der Kap-York-Halbinsel im Norden bis in den Süden von Victoria vorkommt.

## Beschreibung
Breitfuß-Federschwanz-Gleitbeutler erreichen eine Kopfrumpflänge von 50 bis 70 Millimeter, haben einen 60 bis 75 Millimeter langen Schwanz und erreichen ein Gewicht von 8 bis 18 Gramm. Männchen sind im Durchschnitt etwa 10 % größer als die Weibchen und vom Süden zum Norden des Verbreitungsgebietes verringert sich ihre Größe (Bergmannsche Regel), so dass die Männchen im Norden des Verbreitungsgebietes die gleiche Größe wie die Weibchen haben. Der Schwanz ist an beiden Seiten mit kurzen, steifen Haaren versehen, die ein federartiges Aussehen bewirken. Er ist bei jungen Tiere relativ zur Körperlänge kürzer als bei älteren. Der Rücken, die Kopfoberseite, die Oberseiten von Gliedmaßen und Gleitmembran sind bräunlich bis dunkelgrau. Die Unterseite sowie eine 1 bis 2 Millimeter breite Zone am Rand des Schwanzes sind cremefarben oder grau. Ohren und Zehen sind nur spärlich behaart. Von seiner Schwesterart, dem Schmalfuß-Federschwanz-Gleitbeutler (Acrobates pygmaeus), unterscheidet sich der Breitfuß-Federschwanz-Gleitbeutler nur durch die Form der Fußballen, die herzförmig und breiter als lang sind, während der Breitfuß-Federschwanz-Gleitbeutler runde Fußballen hat, die von gleicher Länge wie Breite sind. Die Furchen zwischen den Fußballen sind beim Breitfuß-Federschwanz-Gleitbeutler deutlich ausgebildet.

## Lebensraum und Verhalten
Breitfuß-Federschwanz-Gleitbeutler leben in geschlossenen und offenen Wäldern von Meeresspiegelhöhe bis in Höhen von 700 Metern. Südlich der McPherson Range an der Grenze von New South Wales und Queensland kommt er in weiten Teilen des Verbreitungsgebietes sympatrisch mit dem Schmalfuß-Federschwanz-Gleitbeutler vor. Nähere Untersuchungen zur Ernährung, Verhalten und Fortpflanzung, die beide Arten unterscheiden, gibt es bisher nicht. Weiteres im Artikel zur Gattung.